# Refuge faunique national de Crocodile Lake

Le refuge faunique national de Crocodile Lake (anglais : Crocodile Lake National Wildlife Refuge) se trouve à Key Largo, île des États-Unis d'Amérique située dans l'océan Atlantique au sein de l'archipel des Keys. Il relève, d'un point de vue administratif, du comté de Monroe, dans le sud de la Floride. Il protège principalement le crocodile américain (Crocodylus acutus) dans la région. En plus d'être l'une des trois seules populations reproductrices du crocodile américain, le refuge abrite un hammock de feuillus tropicaux, une forêt de mangroves et des marais salants. Il est administré dans le cadre du National Key Deer Refuge, également situé dans les Florida Keys.

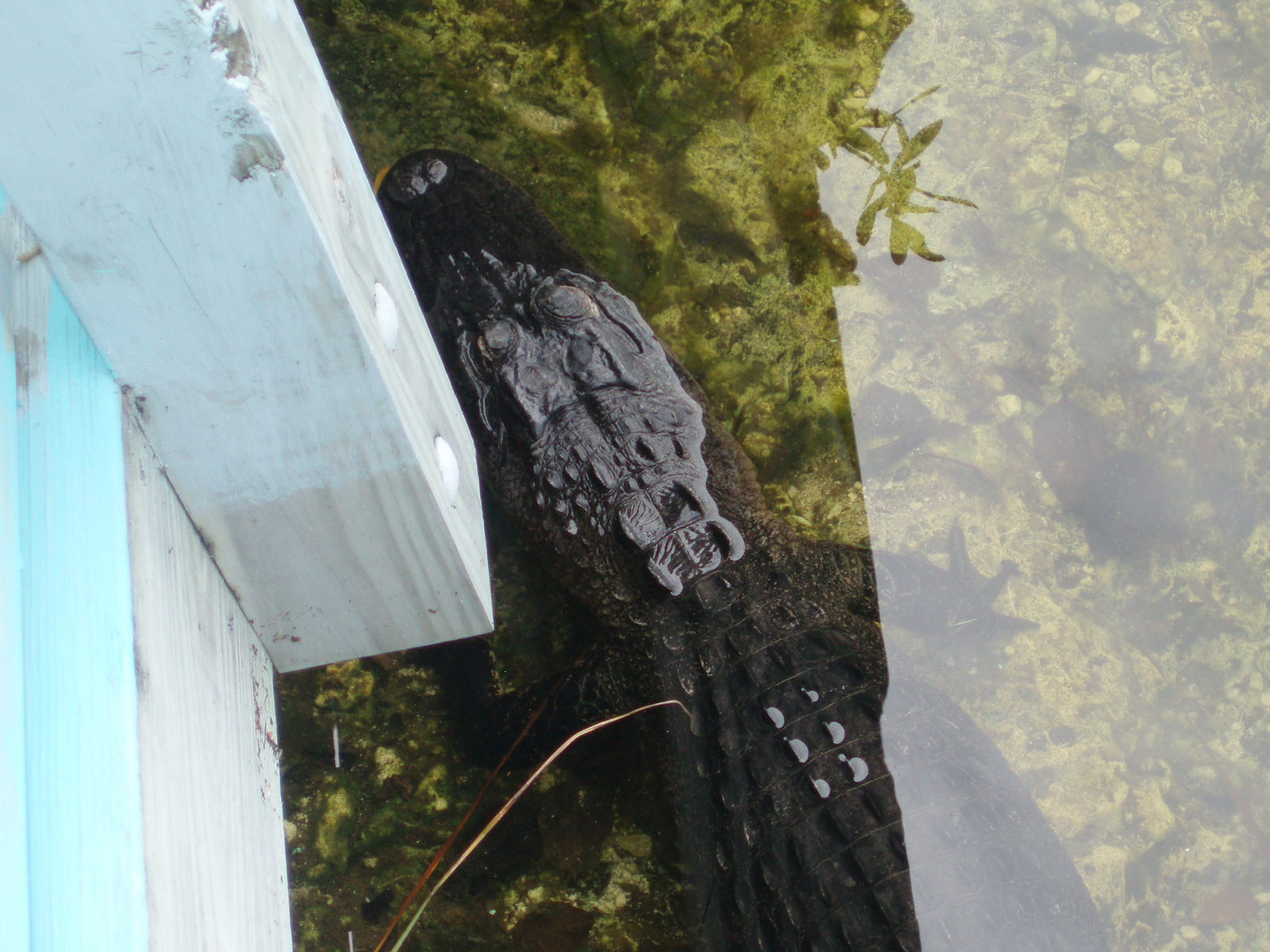
Alligator
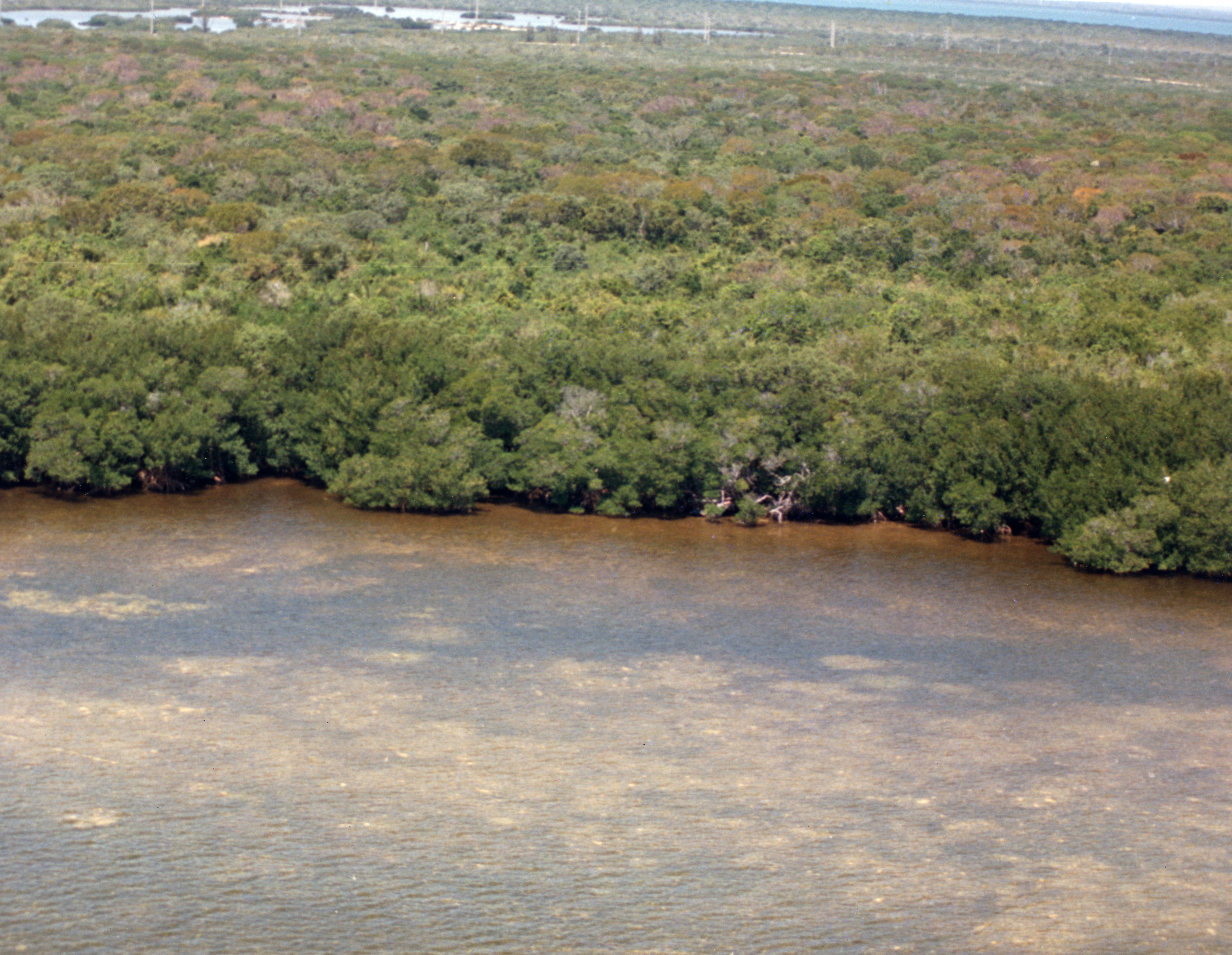
Vue aérienne
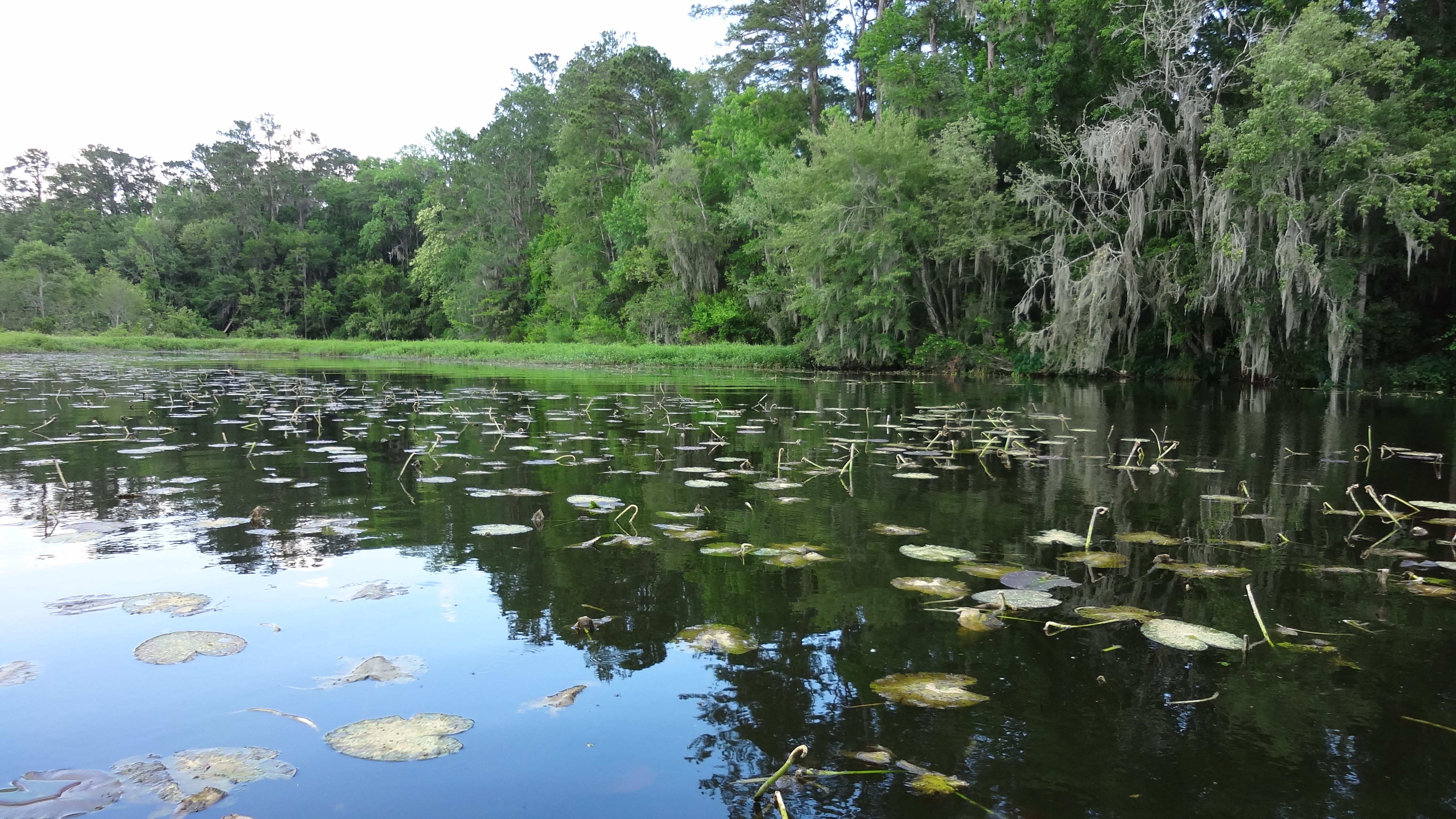